# Isothiocyanate de benzyle
L’isothiocyanate de benzyle est un composé aromatique de formule C6H5CH2NCS. Il est isomère du thiocyanate de benzyle. Ces deux molécules sont converties l'une en l'autre par une enzyme, la thiocyanate isomérase.